# Bellosguardo
Bellosguardo är en ort och kommun i provinsen Salerno i regionen Kampanien i Italien. Kommunen hade 780 invånare (2017).